# سيزار فرنانديز
سيزار فرنانديز (بالإسبانية: César Fernández García) (و. 1967  م) هو كاتب، وكاتب للأطفال إسباني، ولد في مدريد.

## التعليم
تعلم في جامعة كمبلوتنسي بمدريد.